# Wade Redden
Wade Redden (* 12. Juni 1977 in Lloydminster, Saskatchewan) ist ein ehemaliger kanadischer Eishockeyspieler und derzeitiger -funktionär, der im Verlauf seiner aktiven Karriere zwischen 1993 und 2013 unter anderem 1129 Spiele für die Ottawa Senators, New York Rangers, St. Louis Blues und Boston Bruins in der National Hockey League auf der Position des Verteidigers bestritten hat. Redden feierte – neben zahlreichen Erfolgen im Juniorenbereich sowohl auf nationaler als auch internationaler Ebene – mit der kanadischen Nationalmannschaft den Gewinn des World Cup of Hockey 2004. Seit Sommer 2016 ist Redden als Assistant Director of Player Development für die Nashville Predators in der NHL tätig.

## Karriere

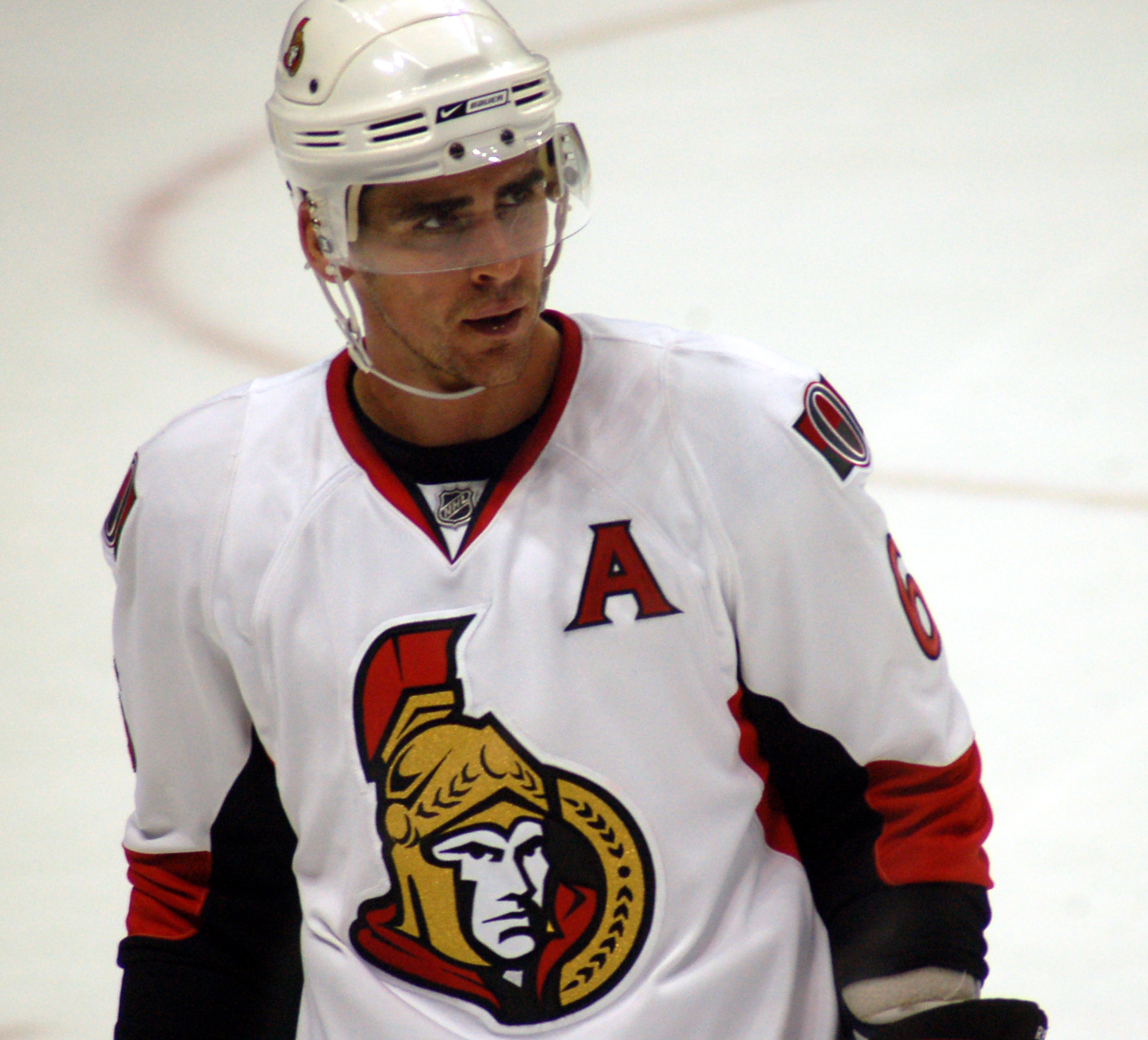
Redden im Trikot der Ottawa Senators

Redden wuchs in einer Eishockeyfamilie auf. Sein Vater Gord spielte 1969 mit den Regina Pats in den Finalspielen um den Memorial Cup. Nachdem er in seiner Heimatstadt Lloydminster seine ersten Schritte auf dem Eis gemacht hatte, spielte er in der Folge zwischen 1993 und 1996 für die Brandon Wheat Kings in der Western Hockey League. Aufgrund seiner Rookiesaison, die mit der Jim Piggott Memorial Trophy prämiert wurde, und einer ebenso herausragenden Folgespielzeit, war er zum NHL Entry Draft 1995 ein aussichtsreicher Kandidat als Gesamterster ausgewählt zu werden. Während die Ottawa Senators ihren „First Overall Pick“ für Bryan Berard nutzten, wurde Redden als Zweiter von den New York Islanders ausgewählt. Redden, der mit der kanadischen U20-Nationalmannschaft in den Jahren 1995 und 1996 bei der Weltmeisterschaft die Goldmedaille gewinnen konnte, blieb noch ein Jahr in Brandon und führte das Team im Frühjahr 1996 zum Gewinn des President’s Cup.
Bereits im Januar 1996 hatten die Islanders und die Senators sich geeinigt, Redden gemeinsam mit Torwart Damian Rhodes gegen Berard, Don Beaupre und Martin Straka zu tauschen. Und so startete der Verteidiger zur Saison 1996/97 für die Ottawa Senators seine NHL-Karriere. Redden erfüllte die in ihn gesetzten Hoffnungen und entwickelte sich zu einem der besten Verteidiger der NHL. Mit seinen hervorragenden Fähigkeiten war er auch immer wieder in den Scorerlisten zu finden und in der Saison 2005/06 schaffte er erstmals 50 Punkte. Eine besondere Stärke von Redden war die Spieleröffnung. Auch bei internationalen Turnieren war Redden während der Zeit in Ottawa immer wieder für die kanadische Nationalmannschaft aktiv. Er spielte in den Jahren 1999, 2001 und 2005 bei der Weltmeisterschaft. Darüber hinaus gewann er den World Cup of Hockey 2004 und gehörte zum Kader Kanadas bei den Olympischen Winterspielen 2006 im italienischen Turin.
Nach elf NHL-Spielzeiten mit den Ottawa Senators unterzeichnete Redden im Juli 2008 einen Vertrag bei den New York Rangers, der ihm bei sechs Jahren Vertragslaufzeit 39 Millionen Dollar einbringen sollte. Allerdings konnte der Verteidiger nicht an seine bisherigen Leistungen anknüpfen und geriet immer weiter in die Kritik. Die New York Post bezeichnete den Vertrag 2009 als den „Schlechtesten in der Geschichte der NHL“. Nach zwei Spieljahren wurde der Verteidiger schließlich zu den Connecticut Whale, dem Farmteam der Rangers in der American Hockey League, beordert und in der folgenden Saison zum Kapitän der Mannschaft ernannt. Nach dem Auslaufen des NHL Collective Bargaining Agreement und dem darauf folgenden Lockout entschied das Management der Rangers vor Beginn der Saison 2012/13 allerdings, Redden nicht erneut in den Kader des Farmteams zu berufen, und so sein vorgesehenes Saisongehalt von fünf Millionen Dollar nicht zahlen zu müssen.
Nach Ende des Lockouts wurde Redden schließlich am 18. Januar 2013 aus seinem Vertrag freigekauft. Noch am selben Tag unterzeichnete er als Free Agent einen neuen Einjahresvertrag mit den St. Louis Blues. Am 3. April 2013 wurde er zu den Boston Bruins transferiert. Nachdem er zu Beginn der folgenden Spielzeit ohne Verein geblieben war, gab Redden im Januar 2014 das Ende seiner aktiven Laufbahn bekannt. Nach mehr als zweijähriger Pause wurde Redden im Sommer 2016 für den Posten des Assistant Director of Player Development bei den Nashville Predators aus der NHL verpflichtet.

## Erfolge und Auszeichnungen
| - 1994 Jim Piggott Memorial Trophy - 1995 WHL East Second All-Star Team - 1995 CHL Second All-Star Team - 1996 President’s-Cup-Gewinn mit den Brandon Wheat Kings - 1996 WHL East First All-Star Team - 1996 CHL Second All-Star Team - 1996 Memorial Cup All-Star Team | - 1997 NHL-Rookie des Monats April - 2002 NHL All-Star Game - 2004 NHL-Defensivspieler des Monats Januar - 2004 NHL All-Star Game (verletzungsbedingte Absage) - 2006 NHL Plus/Minus Award (gemeinsam mit Michal Rozsíval) - 2008 Victoria-Cup-Gewinn mit den New York Rangers |

### International
| - 1995 Goldmedaille bei der Junioren-Weltmeisterschaft - 1996 Goldmedaille bei der Junioren-Weltmeisterschaft - 2004 Goldmedaille beim World Cup of Hockey | - 2005 Silbermedaille bei der Weltmeisterschaft - 2005 Bester Verteidiger der Weltmeisterschaft |

## Karrierestatistik

### International
Vertrat Kanada bei:
| - Junioren-Weltmeisterschaft 1995 - Junioren-Weltmeisterschaft 1996 - Weltmeisterschaft 1999 - Weltmeisterschaft 2001 | - World Cup of Hockey 2004 - Weltmeisterschaft 2005 - Olympischen Winterspielen 2006 |

(Legende zur Spielerstatistik: Sp oder GP = absolvierte Spiele; T oder G = erzielte Tore; V oder A = erzielte Assists; Pkt oder Pts = erzielte Scorerpunkte; SM oder PIM = erhaltene Strafminuten; +/− = Plus/Minus-Bilanz; PP = erzielte Überzahltore; SH = erzielte Unterzahltore; GW = erzielte Siegtore; 1 Play-downs/Relegation; Kursiv: Statistik nicht vollständig)